# 새뮤얼 완지루
새뮤얼 카마우 완지루(영어: Samuel Kamau Wanjiru, 1986년 11월 10일 ~ 2011년 5월 15일)는 케냐의 육상 선수이다. 2008년 베이징 올림픽 남자 마라톤에서 2시간 6분 32초의 기록으로 금메달을 획득했으며 당시 그가 세운 기록은 케냐의 첫 번째 올림픽 남자 마라톤 금메달이자 올림픽 남자 마라톤 최연소 금메달 기록이기도 하다.
2009년 런던 마라톤(개인 전력 2시간 5분 10초)과 시카고 마라톤(코스 기록 2시간 5분 41초)에서 완지루의 승리는 그가 남성 2008~09년 세계 마라톤 메이저 타이틀을 우승하는 데 획득되었다.
무릎 부상으로 2010년 런던 마라톤에서 탈락했어도 그해 후반에 시카고 마라톤(2시간 6분 24초)에서 자신의 승리를 되풀이하여 두번째 연속적 세계 마라톤 메이저 타이틀을 우승하는 데 도움이 되었다.
완지루는 일본에서 훈련을 받고 2005년에 10,000m 주니어 세계 기록을 세웠다. 그는 2005년 로테르담 하프 마라톤에서 첫 장기적 거리 기록을 이루고, 2007년 말에 후쿠오카에서 자신이 2시간 6분 29초의 코스 기록을 이긴 첫 마라톤에 나가기 전 그해 초순에 두번이나 그 기록을 낮추었다.
2011년 5월 15일 밤 리프트밸리 주에 있는 자택 발코니 아래로 추락해 사망했으며 당시 그의 죽음을 둘러싼 의혹이 제기되었다.